# MI6
Служба за тајну обавештајну делатност (енгл. Secret Intelligence Service (SIS)), познатија по свом акрониму MI6 (енгл. Military Intelligence, Section 6 (MI6) = „Војни обавештајни одељак 6“) је обавештајна служба Уједињеног Краљевства.
Ова Служба је задужена за шпијунске активности у иностранству за разлику од Службе безбедности (енгл. Security Service или Military Intelligence, Section 5 (MI5)) која се бави контраобавештајним делатностима. Основана је 1909. године.

## Локација
Седиште Службе се налази у централном делу Лондона, на обали Темзе а локација се из стратешких разлога, и због повећања капацитета запослених, више пута мењала. Прва адреса је била у Викторијиној улици али је у кратком низу година, сељена са места на место да би 1926. године добила сталнији боравак у Броудвеј згради, где је остала следећих 36 година. Године 1964. следи нова селидба и овај пут је у питању Сенчури зграда (енгл. Century House), модерна вишеспратница у четврти града који се зове Ламбет, а 1994. године се усељава у садашњи Вауксхол Крос. 

Име Вауксхол Крос је изабрано због истоимене раскрснице путева, и зато што се ту до половине 19. века налазио Вауксхол врт Уживања (енгл. Vauxhall Pleasure Gardens) уместо кога су током индустријализације, саграђене фабрике стакла, сирћета и фабрика за дестилацију џина. Током 80-тих година прошлог века је дошло до реконструкције и урбанизације целокупног терена и ту је никла грађевина која је требало да има канцеларијске намене али влада ју је откупила за суму од 130 милиона фунти, наменски преуредила и Тајна обавештајна Служба је добила простор у коме се и данас налази.

## Медији
- Књиге
- званичне:
  - Keith Jeffery - MI6: A history of SIS 1909 -1949 - издавач: Bloomsbury Publishing.[2]
- незваничне:
  - Марко Лопушина - Британска превара / MI6 у Србији- издавач: 2014 - Agencija TEA BOOKS.[3]
  - Philip Davies - Mi6 and the Machinery of Spying: Structure and Process in Britain's Secret Intelligence - издавач: 2004 - Routledge.[4]
  - Peter Day - Franco's Friends: How MI6 Helped the Fascists Win Power in Spain - издавач: 2011 - Biteback Publishing.[5]
- Филмови
- Серијал филмова о измишљеном MI6 шпијуну под именом Џејмс Бонд.